# Thom Kallor
Thom Kallor es un personaje que aparece en los cómics publicados por DC Comics, principalmente como miembro de la Legión de Super-Héroes. El personaje también ha sido conocido como Star Boy y Starman.

## Historial de publicaciones
Thom Kallor apareció por primera vez en Adventure Comics #282 y fue creado por Otto Binder y George Papp.

## Biografía ficticia

### Legión de Super-Héroes
Star Boy es miembro de la Legión de Super-Héroes, un grupo de jóvenes héroes que viven un milenio en el futuro. El nació de padres astrónomos en un satélite de observación que orbitaba el planeta Xanthu, y es capaz de aumentar temporalmente la masa de un objeto, hasta la masa de una estrella. Aunque adquiere temporalmente poderes de nivel kryptoniano similares a los de Superboy cuando quedó atrapado en la cola de un cometa, estos eventualmente se desvanecen, dejando solo su poder original de aumento de densidad. Al principio de su carrera en la Legión, viaja al siglo XX para conocer a Superboy. Mientras él está allí, Lana Lang amenaza con exponer su identidad (un secreto de Xanthu) si se niega a fingir ser su novio, para poner celoso a Superboy. Sin embargo, el Niño de Acero la escucha y su plan falla.
Star Boy es expulsado de la Legión por matar al exnovio de su novia Dream Girl, Kenz Nuhor, en defensa propia, en violación de la regla de la Legión contra el asesinato. Después de esto, él y Dream Girl se unen a la Legión de Héroes Sustitutos antes de regresar a la Legión. Aunque Star Boy originalmente usa un uniforme morado con una capa blanca y una estrella amarilla de cinco puntas en el pecho, su disfraz más conocido es un traje de campo de estrellas de cuerpo completo con guantes y botas blancas.

### Después de laHora Cero
Después de los eventos de Zero Hour y la muerte de Kid Quantum, el representante original de Xanthu ante la Legión, Star Boy se une a la Legión. No se lleva bien con Leviathan, en parte porque Leviathan se culpa a sí mismo por la muerte de Kid Quantum y ve su reemplazo como un recordatorio de su fracaso como líder.
Además de sus poderes de aumento de masa, Star Boy adquiere temporalmente varios poderes similares a los de Krypton y la capacidad de respirar fuego después de accidentes de naves espaciales. Él encuentra estas habilidades difíciles de controlar.
Cuando Xanthu deja los Planetas Unidos, Star Boy y sus compañeros legionarios de Xanthian, Kid Quantum y Monstress, corren la voz de que el gobierno de su planeta de origen ha sido engañado y están asombrados por la decisión de permanecer con los Planetas Afiliados.

### Starman, volumen dos
En una historia de Starman, el post-Hora Cero, Thom Kallor descubre que está destinado a viajar de regreso al siglo XXI, asumir el manto de Starman (como Danny Blaine) y perder la vida. La versión de Danny Blaine de Thom Kallor se inspiró en el personaje de Kingdom Come, diseñado por Alex Ross.

### Reinicio de la Legión en 2005
Aunque Star Boy se representó originalmente como un Xanthian blanco, el reinicio de la Legión de Mark Waid en 2005 reformula el personaje como negro (lo que lo convierte en el tercer héroe negro de Xanthu en unirse a la Legión, después del primer y segundo Kid Quantum). Se le describe como la mano derecha de Cosmic Boy y permanece leal a él durante la Legión hasta su desaparición al final de la historia de Dominadores. Esta versión de Star Boy (y su versión de la Legión) habita Tierra-Prime, el hogar del héroe convertido en villano Superboy Prime.

### 2006
El volumen tres de Starman en Justice Society of America es un Thom Kallor similar a su encarnación anterior a la crisis en lugar del Star Boy que apareció recientemente en el volumen cinco de Legion of Super-Heroes, lo que plantea la cuestión de las líneas de tiempo coexistentes. Viajó desde su futuro al universo Kingdom Come (recreado como Tierra-22 a finales del 52), y luego al presente. Kallor afirma escuchar voces en su cabeza y ha sido diagnosticado como esquizofrénico límite. Cuando no es un superhéroe, es un paciente voluntario en el Sunshine Sanitarium. Su esquizofrenia comenzó poco después de adquirir sus habilidades y se maneja con tecnología del siglo 31; sin embargo, la medicación actual (que Dream Girl considera bárbara) no logra controlar su enfermedad. En el sanatorio asume la identidad de Danny Blaine, su héroe pulp favorito en Xanthu. El dios Gog pronto restaura la cordura de Thom, que Thom cree que no es bueno. Starman deja el sanatorio y trabaja como sepulturero, lo que cree que lo ayudará a llevar a cabo su misión en el presente. Durante una batalla con la Sociedad de la Justicia Infinity de Tierra-2, se sabe que su traje de campo estelar fue diseñado por tres Brainiac 5 y es un mapa del multiverso recreado.
El resto de la Sociedad de la Justicia de América llega después de enterarse por Sandman de que Gog se está enraizando en la Tierra, y deben matarlo y separar su cabeza del planeta. Los seguidores de Gog intentan protegerlo, hasta que lo ven atacar a un miembro de la Sociedad. Los castiga quitando sus bendiciones, incluida la cordura de Starman. La JSA quita la cabeza de Gog y Starman abre una puerta estelar al Muro de la Fuente, donde Superman coloca la cabeza. Superman le pide a Starman que lo devuelva a la Tierra-22.
En la miniserie Final Crisis: Legion of 3 Worlds, se descubre que Starman recibió su misteriosa misión de Brainiac 5 durante un conflicto del siglo 31 entre la Legión y las fuerzas unidas de Superboy Prime y la Legión de Super-Villanos. La misión de Starman era exhumar el cuerpo de Superboy y colocarlo en la cámara de regeneración en la Fortaleza de la Soledad utilizada para restaurar a Superman después de su muerte. El proceso de curación lleva un milenio, y en el siglo 31 (en la cúspide de la batalla) Superboy renace para unirse a la lucha. Starman no regresa al siglo 31 al final de la serie; se queda en el siglo XXI para cumplir "la última voluntad de un muerto", y un interlac documento que dice "Última voluntad y testamento de R.J. Brande" es visible. En Adventure Comics (volumen 2) #8, Starman es parte de un equipo secreto de la Legión enviado por el difunto R.J. Brande al siglo XXI para salvar el futuro en la historia "Last Stand of New Krypton".

### The New 52
Kallor reaparece en la lista de la Legión después del evento que altera la realidad de Flashpoint, aunque inexplicablemente está parapléjico. Más tarde deja el equipo para rescatar a Dream Girl de los Dominadoresdespués de que ella y Brainiac 5 son secuestrados. Aunque Star Boy muere cuando la sede de la Legión se derrumba durante el ataque de los Fatal Five, resucita antes de Infinitus Saga en Liga de la Justicia Unida.
En la secuela de "Watchmen", "Doomsday Clock", Star Boy se encuentra entre los miembros de la Legión que aparecen en el presente después de que el Doctor Manhattan deshiciera el experimento que borró la Legión de Super-Héroes y la Sociedad de la Justicia de América.

## Poderes y habilidades
En las dos primeras encarnaciones de la Legión, Thom puede aumentar temporalmente la masa y la densidad de cualquier objeto o persona. La versión de Thom que trabaja con la Sociedad de la Justicia de América puede viajar entre universos alternativos usando una combinación de sus poderes de control de masas y su uniforme, un mapa del multiverso creado por tres Brainiac 5.

### Equipo
Como miembro de la Legión de Super-Héroes, Thom tiene un anillo de vuelo de la Legión que le permite volar y (en la encarnación "Threeboot" de la serie) que lo protege del espacio y otros entornos peligrosos.

## En otros medios
- Thom Kallor como Star Boy aparece en Legion of Super Heroes, con la voz de Bumper Robinson. Esta versión se basa visualmente en la encarnación del personaje en la nueva versión de Legion de 2005.
- Thomas Kallor /Star Boy aparece en Justice League vs. The Fatal Five, con la voz de Elyes Gabel.[18] Esta versión sufre de una forma de esquizofrenia y toma medicamentos a pesar de que ya no funcionan. Después de viajar accidentalmente en el tiempo al siglo XXI mientras intentaba detener a los Cinco Fatales, pierde su medicación y la mayoría de sus recuerdos, se vuelve más errático y es encarcelado en Arkham Asylum. Sin embargo, él escapa después de ver a los Cinco Fatales en las noticias, lo que desencadena algunos de sus recuerdos. Más tarde se encuentra con la Liga de la Justicia y Jessica Cruz, con el último de los cuales forma una fuerte amistad debido en parte a su propia enfermedad mental, antes de sacrificarse para salvar el sol de la Tierra de la Emperatriz Esmeralda.